# Hoa lồng đèn
Hoa lồng đèn hay hoa đăng, (danh pháp khoa học: Fuchsia) có tên khác ở Mỹ là hoa bông tai công nương (Lady's ear drops), là một chi có khoảng 100 loài hoa. Fuchsia thuộc Họ Anh thảo chiều (onagraceae). Đa số các loài phát xuất từ vùng rừng núi của Trung- và Nam Mỹ. Một số ít loài có nguồn gốc từ Tahiti và Tân Tây Lan.
Chi này được đặt tên theo bác sĩ kiêm nhà thực vật học Leonhart Fuchs sống trong thế kỷ 16.

## Cách trồng

### Nhiệt độ
Nhiệt độ thích hợp cho cây tăng trưởng là 20-26⁰C. Dưới 15⁰C hay trên 30⁰C là cây mọc yếu.